# Virginie Razzano
Virginie Razzano, née le 12 mai 1983 à Dijon, est une joueuse de tennis française, professionnelle de 1999 à 2018.
Elle est la nièce de Bernard Razzano, boxeur champion d'Europe des super-welters en 1993-1994.

## Carrière tennistique

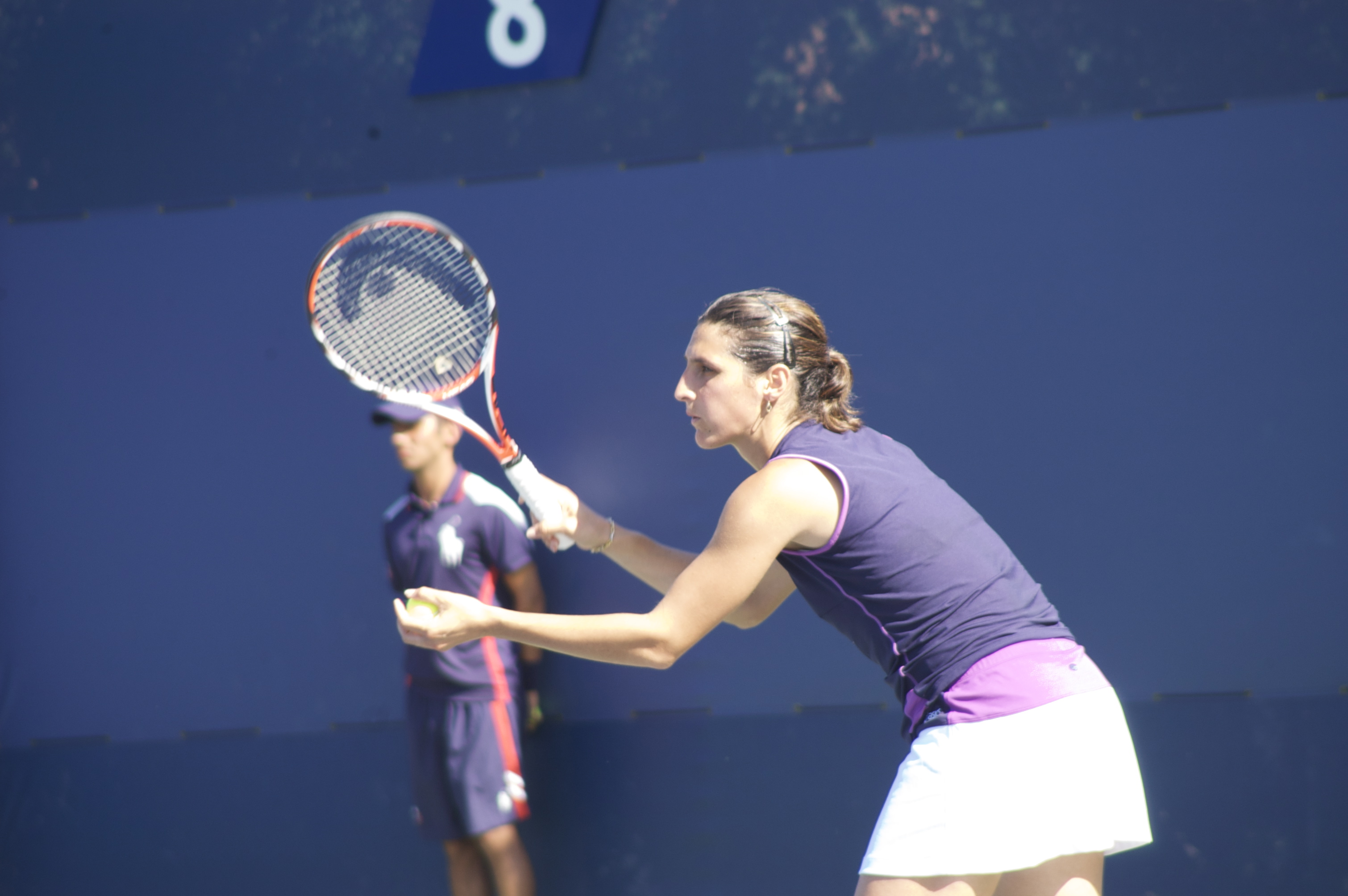
Virginie Razzano à l'US Open 2008

Razzano a commencé à jouer au tennis à l'âge de 7 ans. Elle vit et s'entraîne à Nîmes.
Lors de la cérémonie du centenaire du tournoi féminin au stade Roland-Garros, le 7 juin 1997, jour de la finale dames, Virginie Razzano, alors jeune espoir du tennis féminin français, prononce un discours et présente avec Gérard Holtz les anciennes championnes du tournoi.
Sur le circuit junior, elle connaît le succès en remportant l'Open d'Australie en simple et en double en 1999 et Roland Garros en 2000. On porte alors beaucoup d'espoirs sur sa carrière.
Elle remporte plusieurs tournois ITF (4 au total) lors de ses premiers pas en tant que joueuse professionnelle : à Deauville en 1999, à Cergy-Pontoise en 2000, à Lexington aux États-Unis en 2002 et à Bordeaux en 2004. Elle remporte également trois tournois ITF en double. Razzano gagne son premier titre WTA en double dames à l'Open Gaz de France, remporté en 2001 aux côtés d'Iva Majoli. Elle joue la Hopman Cup 2002 avec Arnaud Clément.
En 2006, elle atteint les huitièmes de finale à l'US Open, après avoir sorti Martina Hingis au deuxième tour.
Finaliste en simple à deux reprises sur le circuit WTA, à Tachkent et à Forest Hills, elle s'impose pour la première fois au tournoi de Guangzhou en septembre 2007. Une semaine plus tard, elle enlève le plus beau trophée de sa carrière à l'Open du Japon à Tokyo, battant en finale Venus Williams, 8e mondiale, au terme d'une finale de presque trois heures (4-6, 7-6, 6-4), non sans avoir sauvé trois balles de match au passage. Au bénéfice de ces deux succès consécutifs, elle se hisse au 27e rang mondial.
Sa saison 2008 ne s'avère guère probante (pas mieux que deux quarts de finale, à l'Open Gaz de France et Amelia Island). Elle prend part aux Jeux olympiques de Pekin.
En revanche, sa saison 2009 débute très favorablement. Demi-finaliste à Hobart en janvier, elle atteint la finale des prestigieux Open de Dubaï (en février) et Tournoi d'Eastbourne (en juillet). En Grand Chelem, elle enchaîne deux huitièmes de finale à Roland-Garros et Wimbledon.En septembre, elle atteint le meilleur classement de sa carrière, à la 16e place mondiale.
En 2010, elle connaît une mauvaise passe dès le début de la saison. Alors qu'elle rencontre de meilleurs résultats en mars en atteignant le troisième tour à Indian Wells et Miami, elle est blessée au pied à la suite d'un massage d'un kiné de la WTA en avril, au tournoi de Ponte Vedra. Elle déclare forfait aux tournois suivants, tout en essayant de revenir mais elle chute au premier tour à Roland-Garros. Elle est obligée de déclarer forfait à Wimbledon, et porte plainte contre la WTA à la suite de cette blessure. Elle est marraine du tournoi ITF de Montpellier en juin.
Razzano fait partie de l'équipe de France de Fed Cup, pour laquelle elle est réserviste lors de la victoire en 2003.

### 2011
- Quart de finaliste à Barcelone (International Series)
- Quart de finaliste à Washington (International Series)

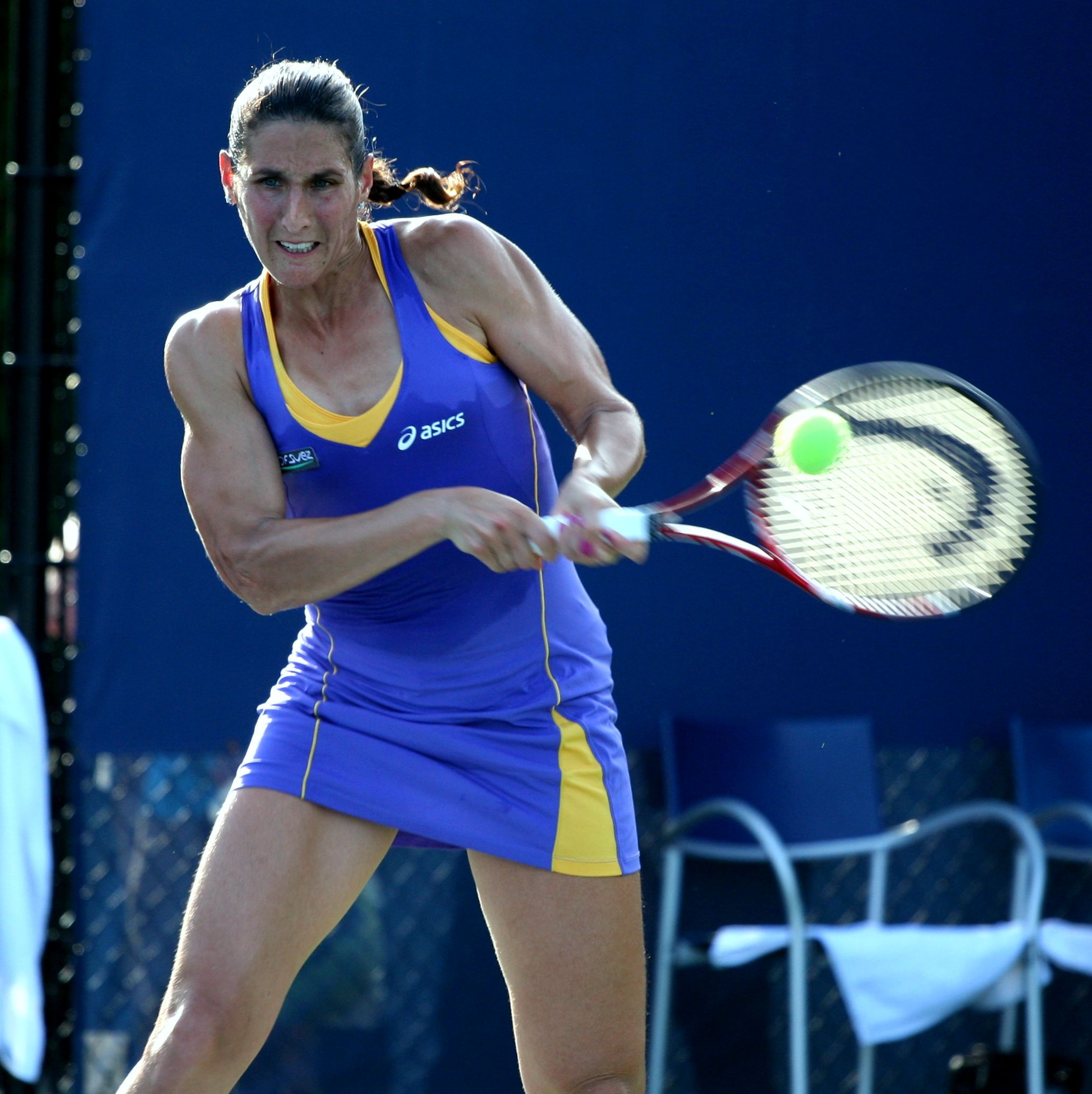
Virginie Razzano à l'US Open 2011.

Virginie Razzano commence sa saison à Brisbane où elle échoue au second tour des qualifications. À Sydney, elle sort des qualifications et arrive jusqu'en 1/8 de finale où elle perd face à Na Li. À l'Open d'Australie, où elle atteint le second tour, elle devait recevoir une wild car de la part de la FFT mais elle rentre finalement directement dans le tableau principal. Lors des quarts de finale Fed Cup (groupe mondial), elle remporte le match qui l'oppose à Maria Sharapova (alors no 13 mondiale) en deux sets (6-3,6-4) mais perd son match contre Svetlana Kuznetsova.
Durant la suite de la saison sur dur, elle passe deux tours à Miami (battant Alizé Cornet et Kaia Kanepi) mais échoue en qualifications à Monterrey et Indian Wells. Sélectionnée pour les Plays-off de la Fed Cup, elle perd son match contre María José Martínez Sánchez. Sur terre battue, elle atteint les quarts de finale à Barcelone (victoires sur Nuria Llagostera Vives et Magdaléna Rybáriková puis battue par Roberta Vinci).
Le 16 mai 2011, Virginie Razzano perd son compagnon et ancien entraîneur, Stéphane Vidal, qui décède d'une tumeur au cerveau à l'âge de 32 ans. Malgré son deuil, elle participe au tournoi de Roland-Garros 8 jours plus tard, respectant ainsi la promesse qu'elle avait faite à son compagnon, mais elle est éliminée dès le premier tour.
Pour la suite de saison, on peut noter qu'elle atteint les quarts de finale à Washington, les 1/8 de finale à Carlsbad. Elle quitte une nouvelle fois le Top 100 après l'US Open après sa défaite contre Tsvetana Pironkova. Elle le retrouve après être arrivée en 1/8 de finale à Pékin après être sortie des qualifications.

### 2012

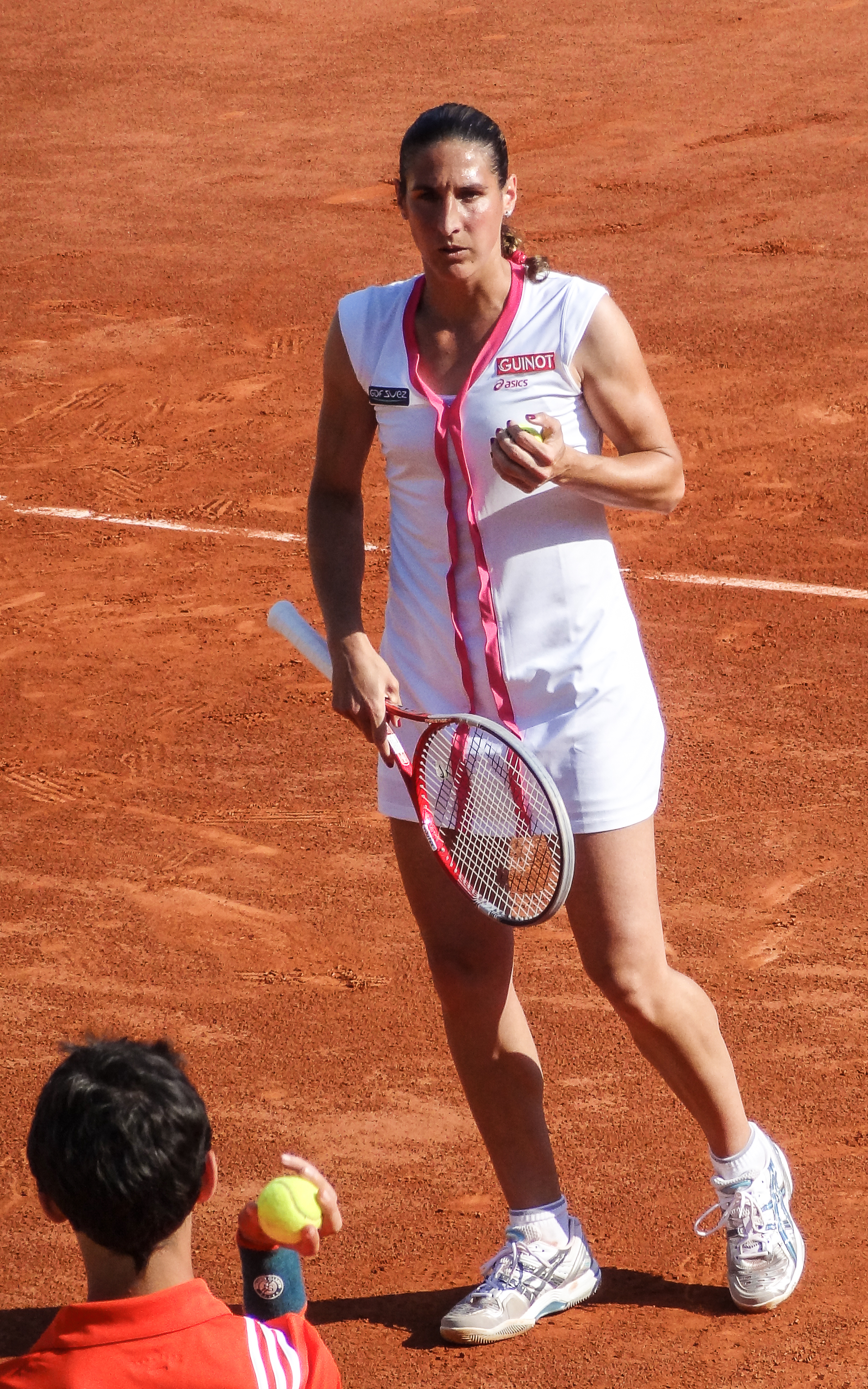
Virginie Razzano à Roland Garros 2012.

Le 29 mai 2012 à Roland Garros, elle élimine dès le premier tour Serena Williams (4-6, 7-6, 6-3), ancienne numéro 1 mondiale et favorite du tournoi, à la surprise générale et dans un match où le dernier jeu aura duré plus de 22 minutes et où elle a eu huit balles de match, et Serena Williams cinq balles de débreak. C'est la première fois qu'une joueuse bat Serena Williams lors d'un premier tour d'un tournoi du Grand Chelem. Après le match, elle indique que c'est la plus grande victoire de sa carrière.

### 2013

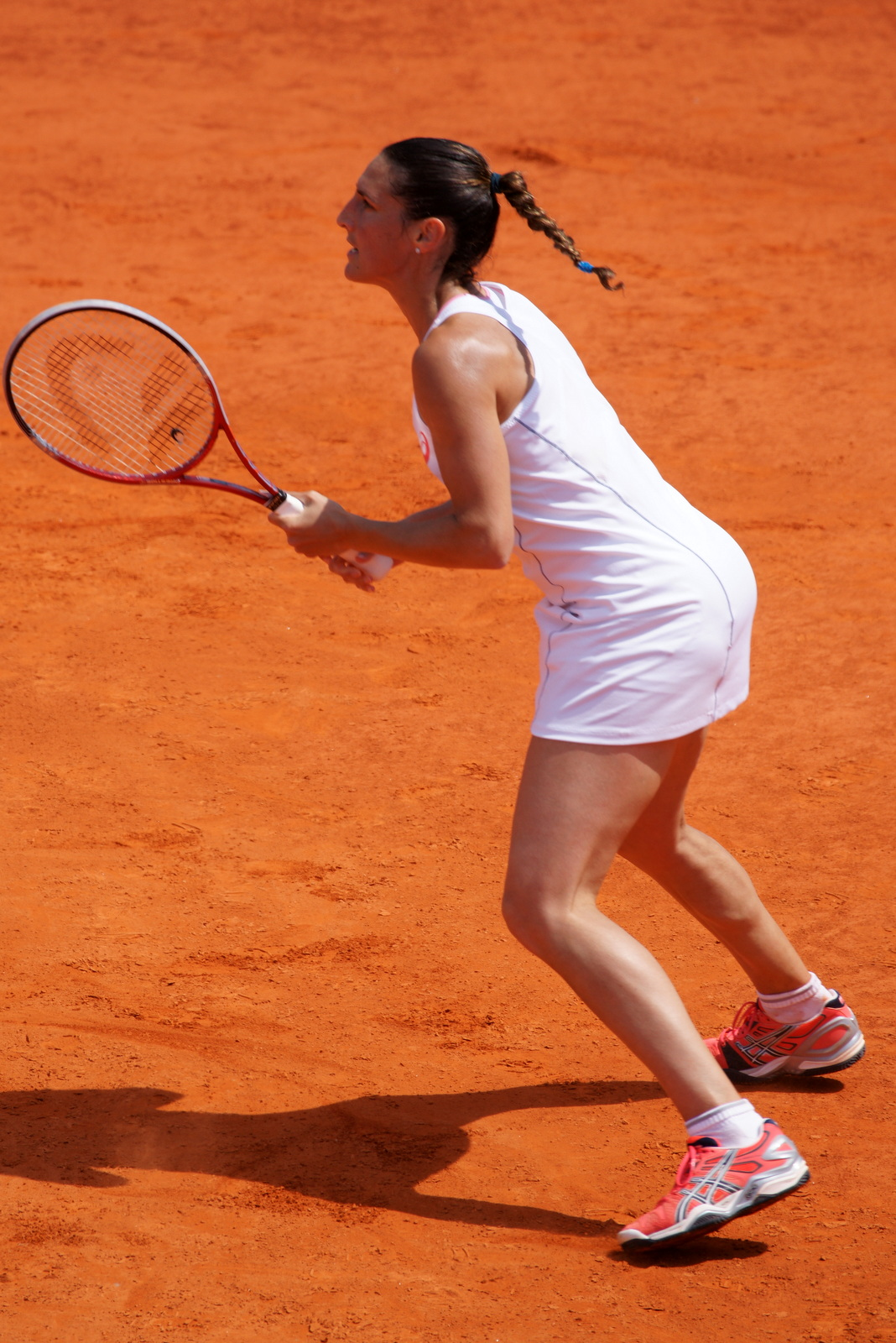
Virginie Razzano Open GDF Suez de Cagnes-sur-Mer Alpes-Maritimes 2013.

Virginie Razzano commence sa saison 2013 par les qualifications de l'Open d'Australie où elle perd au 1er tour contre l'Américaine Maria Sanchez.
Elle dispute ensuite l'Open GDF Suez à Paris mais elle échoue encore au 1er tour face à la Slovaque Magdaléna Rybáriková.
Après une période de blessure, elle revient à la compétition lors des Internationaux de Strasbourg où elle s'incline cette fois-ci au 2e tour contre la Suédoise Johanna Larsson.
Par la suite, elle bénéficie d'une wild-card pour disputer Roland-Garros. Elle bat d'abord sa compatriote Claire Feuerstein puis la Slovaque Zuzana Kučová avant de se faire éliminer par l'ancienne lauréate serbe Ana Ivanović.
Elle se qualifie ensuite pour le tableau final de Wimbledon mais elle est évincée au 1er tour, à nouveau par Ana Ivanović.
Elle part ensuite pour Båstad où elle s'incline en quart de finale face à Flavia Pennetta.
Puis Virginie Razzano enchaîne avec le tournoi de Carlsbad où elle est battue en demi-finale après avoir notamment éliminé la Tchèque Petra Kvitová, tête de série no 3 et 7e joueuse mondiale.
Enfin, elle obtient une wild-card pour l'US Open mais elle est éliminée dès le 1er tour par la Russe Anastasia Pavlyuchenkova.
Finalement, Virginie Razzano termine l'année au 99e rang mondial.

### 2015
Retombée au 251e rang mondial au mois de mai, Virginie Razzano réalise une belle performance au tournoi de Strasbourg où elle se hisse jusqu'en demi-finales. Elle doit malheureusement abandonner face à sa compatriote Kristina Mladenovic. Grâce à cet excellent tournoi, elle gagne 69 places et se retrouve 182e à la WTA.
Bénéficiant d'une wild-card à Roland-Garros, elle se qualifie pour le 2e tour en battant la qualifiée paraguayenne Veronica Cepede 2/6, 6/4, 6/2.
Elle perd au 2e tour par abandon au 2e set contre Carla Suarez-Navarro à cause d'une blessure aux abdominaux sur le score de 3/6, 0/3.

### 2017
Virginie Razzano est opérée en 2017 à cause d'un kyste au bassin. Cela l'éloigne des courts durant la moitié de la saison. Elle annonce cette même année qu'elle mettra fin à sa carrière en 2018.

## Palmarès

### Titres en simple dames
| No | Date       | Nom et lieu du tournoi                     | Catégorie | Dotation  | Surface    | Finaliste       | Score          |          |
| -- | ---------- | ------------------------------------------ | --------- | --------- | ---------- | --------------- | -------------- | -------- |
| 1  | 24-09-2007 | International Women’s Open, Guangzhou      | Tier III  | 175 000 $ | Dur (ext.) | Tzipora Obziler | 6-0, 6-3       | Parcours |
| 2  | 01-10-2007 | AIG Japan Open Tennis Championships, Tokyo | Tier III  | 175 000 $ | Dur (ext.) | Venus Williams  | 4-6, 7-67, 6-4 | Parcours |

### Finales en simple dames
| No | Date       | Nom et lieu du tournoi               | Catégorie | Dotation    | Surface      | Vainqueure         | Score         |          |
| -- | ---------- | ------------------------------------ | --------- | ----------- | ------------ | ------------------ | ------------- | -------- |
| 1  | 11-10-2004 | Tashkent Open, Tachkent              | Tier IV   | 140 000 $   | Dur (ext.)   | Nicole Vaidišová   | 5-7, 6-3, 6-2 | Parcours |
| 2  | 21-08-2007 | Women’s Tennis Classic, Forest Hills | Tier IV   | 74 800 $    | Dur (ext.)   | Gisela Dulko       | 6-2, 6-2      | Parcours |
| 3  | 16-02-2009 | Barclays Tennis Championships, Dubaï | Premier 5 | 2 000 000 $ | Dur (ext.)   | Venus Williams     | 6-4, 6-2      | Parcours |
| 4  | 15-06-2009 | AEGON International, Eastbourne      | Premier   | 600 000 $   | Gazon (ext.) | Caroline Wozniacki | 7-65, 7-5     | Parcours |

### Titre en double dames
| No | Date       | Nom et lieu du tournoi   | Catégorie | Dotation  | Surface         | Partenaire | Finalistes                   | Score    |          |
| -- | ---------- | ------------------------ | --------- | --------- | --------------- | ---------- | ---------------------------- | -------- | -------- |
| 1  | 05-02-2001 | Open Gaz de France Paris | Tier II   | 565 000 $ | Moquette (int.) | Iva Majoli | Kimberly Po Nathalie Tauziat | 6-3, 7-5 | Parcours |

### Finale en double dames
Aucune

## Parcours en Grand Chelem

### En simple dames
| Année | Open d'Australie                                    | Open d'Australie                              | Internationaux de France                          | Internationaux de France                       | Wimbledon       | Wimbledon                                             | US Open                                             | US Open             |
| ----- | --------------------------------------------------- | --------------------------------------------- | ------------------------------------------------- | ---------------------------------------------- | --------------- | ----------------------------------------------------- | --------------------------------------------------- | ------------------- |
| 1998  | —                                                   | —                                             | Q1 \|\| style="text-align:left" \| Samantha Smith | —                                              | —               | —                                                     | —                                                   |                     |
| 1999  | -                                                   | -                                             | 1er tour (1/64)                                   | Lioubomira Batcheva                            | -               | -                                                     | -                                                   | -                   |
| 2000  | 1er tour (1/64)                                     | Denisa Chládková                              | 3e tour (1/16)                                    | Mary Pierce                                    | -               | -                                                     | Q3 \|\| style="text-align:left" \| Miriam Schnitzer |                     |
| 2001  | 3e tour (1/16)                                      | Martina Hingis                                | 3e tour (1/16)                                    | Justine Henin                                  | 1er tour (1/64) | Angeles Montolio                                      | 2e tour (1/32)                                      | Barbara Schwartz    |
| 2002  | 1er tour (1/64)                                     | Martina Hingis                                | 2e tour (1/32)                                    | Anikó Kapros                                   | 2e tour (1/32)  | Ai Sugiyama                                           | 2e tour (1/32)                                      | Daniela Hantuchová  |
| 2003  | 2e tour (1/32)                                      | Katarina Srebotnik                            | 1er tour (1/64)                                   | Amélie Mauresmo                                | 2e tour (1/32)  | Kim Clijsters                                         | 2e tour (1/32)                                      | Ai Sugiyama         |
| 2004  | -                                                   | -                                             | 2e tour (1/32)                                    | Francesca Schiavone                            | 3e tour (1/16)  | Rita Grande                                           | 1er tour (1/64)                                     | Samantha Stosur     |
| 2005  | 1er tour (1/64)                                     | Nadia Petrova                                 | 3e tour (1/16)                                    | Lindsay Davenport                              | 2e tour (1/32)  | Cara Black                                            | 2e tour (1/32)                                      | Anna-Lena Grönefeld |
| 2006  | 3e tour (1/16)                                      | Justine Henin                                 | 1er tour (1/64)                                   | Kim Clijsters                                  | 1er tour (1/64) | Li Na                                                 | 4e tour (1/8)                                       | Dinara Safina       |
| 2007  | 2e tour (1/32)                                      | Alona Bondarenko                              | 1er tour (1/64)                                   | Milagros Sequera                               | 1er tour (1/64) | Yvonne Meusburger                                     | 2e tour (1/32)                                      | Agnieszka Radwańska |
| 2008  | 3e tour (1/16)                                      | Jelena Janković                               | 1er tour (1/64)                                   | Klára Zakopalová                               | 1er tour (1/64) | Evgeniya Rodina                                       | 1er tour (1/64)                                     | Timea Bacsinszky    |
| 2009  | 3e tour (1/16)                                      | Dominika Cibulková                            | 4e tour (1/8)                                     | Samantha Stosur                                | 4e tour (1/8)   | Francesca Schiavone                                   | 1er tour (1/64)                                     | Yanina Wickmayer    |
| 2010  | 1er tour (1/64)                                     | Ekaterina Makarova                            | 1er tour (1/64)                                   | Roberta Vinci                                  | -               | -                                                     | 3e tour (1/16)                                      | Ana Ivanović        |
| 2011  | 2e tour (1/32)                                      | Maria Sharapova                               | 1er tour (1/64)                                   | Jarmila Gajdošová                              | 2e tour (1/32)  | Caroline Wozniacki                                    | 1er tour (1/64)                                     | Tsvetana Pironkova  |
| 2012  | 1er tour (1/64)                                     | Marion Bartoli                                | 2e tour (1/32)                                    | Arantxa Rus                                    | 1er tour (1/64) | Hsieh Su-Wei                                          | 1er tour (1/64)                                     | Zheng Jie           |
| 2013  | Q1 \|\| style="text-align:left" \| Maria Sanchez    | 3e tour (1/16)                                | Ana Ivanović                                      | 1er tour (1/64)                                | Ana Ivanović    | 1er tour (1/64)                                       | A. Pavlyuchenkova                                   |                     |
| 2014  | 2e tour (1/32)                                      | Eugenie Bouchard                              | 1er tour (1/64)                                   | Dominika Cibulková                             | 1er tour (1/64) | Irina-Camelia Begu                                    | 1er tour (1/64)                                     | Johanna Larsson     |
| 2015  | Q2 \|\| style="text-align:left" \| Tatjana Maria    | 2e tour (1/32)                                | Carla Suárez                                      | -                                              | -               | Q1 \|\| style="text-align:left" \| Yaroslava Shvedova |                                                     |                     |
| 2016  | Q3 \|\| style="text-align:left" \| Zhang Shuai      | 2e tour (1/32)                                | Daria Kasatkina                                   | Q2 \|\| style="text-align:left" \| Paula Kania | 1er tour (1/64) | Tsvetana Pironkova                                    |                                                     |                     |
| 2017  | Q3 \|\| style="text-align:left" \| Rebecca Šramková | Q3 \|\| style="text-align:left" \| Ana Bogdan | -                                                 | -                                              | -               | -                                                     |                                                     |                     |

À droite du résultat, l’ultime adversaire.

### En double dames
| Année | Open d'Australie              | Open d'Australie            | Internationaux de France      | Internationaux de France     | Wimbledon                     | Wimbledon                   | US Open                      | US Open                     |
| ----- | ----------------------------- | --------------------------- | ----------------------------- | ---------------------------- | ----------------------------- | --------------------------- | ---------------------------- | --------------------------- |
| 1999  | -                             | -                           | 1er tour (1/32) N. Dechy      | S. Noorlander C. Papadáki    | -                             | -                           | -                            | -                           |
| 2000  | -                             | -                           | 2e tour (1/16) S. Foretz      | M. Hingis Mary Pierce        | -                             | -                           | -                            | -                           |
| 2001  | 1er tour (1/32) Nadia Petrova | K. Marosi L. Woodroffe      | 1er tour (1/32) Iva Majoli    | K. Habšudová S. Jeyaseelan   | 2e tour (1/16) S. Testud      | Kim Clijsters Ai Sugiyama   | 1er tour (1/32) R. McQuillan | K. Hrdličková B. Rittner    |
| 2002  | 2e tour (1/16) Erika de Lone  | Nicole Arendt Liezel Huber  | 1er tour (1/32) S. Cohen      | Dominikovic Marissa Irvin    | -                             | -                           | -                            | -                           |
| 2003  | -                             | -                           | 1er tour (1/32) S. Foretz     | M. Sequera Vanessa Webb      | -                             | -                           | -                            | -                           |
| 2004  | -                             | -                           | 1er tour (1/32) S. Foretz     | B. Stewart S. Stosur         | -                             | -                           | -                            | -                           |
| 2005  | -                             | -                           | 1er tour (1/32) C. Dhenin     | C. Morariu P. Schnyder       | 2e tour (1/16) D. Chládková   | A.-L. Grönefeld Navrátilová | 2e tour (1/16) D. Chládková  | Gisela Dulko M. Kirilenko   |
| 2006  | 1er tour (1/32) D. Chládková  | S. Asagoe K. Srebotnik      | 1er tour (1/32) A. Smashnova  | E. Daniilídou Anabel Medina  | 1er tour (1/32) A. Smashnova  | V. Ruano Paola Suárez       | -                            | -                           |
| 2007  | -                             | -                           | 1er tour (1/32) Sandra Klösel | Kudryavtseva Emma Laine      | 1er tour (1/32) S. Cohen      | A. Bondarenko K. Bondarenko | 1er tour (1/32) S. Cohen     | Rika Fujiwara Aiko Nakamura |
| 2008  | 1er tour (1/32) S. Cohen      | A. Bondarenko K. Bondarenko | 1er tour (1/32) Y. Wickmayer  | N. Dechy Likhovtseva         | 1er tour (1/32) J. Vakulenko  | V. Dushevina Dzehalevich    | 1/4 de finale D. Cibulková   | K. Srebotnik Ai Sugiyama    |
| 2009  | 1er tour (1/32) D. Cibulková  | Anabel Medina V. Ruano      | 1er tour (1/32) D. Cibulková  | Anabel Medina V. Ruano       | 1er tour (1/32) Aravane Rezaï | S. Williams V. Williams     | 2e tour (1/16) Ágnes Szávay  | B. Mattek Nadia Petrova     |
| 2010  | 2e tour (1/16) Y. Wickmayer   | Elena Vesnina Zheng Jie     | 1er tour (1/32) S. Cîrstea    | O. Govortsova Kudryavtseva   | -                             | -                           | -                            | -                           |
| 2011  | -                             | -                           | 1er tour (1/32) Alizé Cornet  | J. Janković Pavlyuchenkova   | -                             | -                           | 1er tour (1/32) Jelena Dokić | J. Gajdošová B. Mattek      |
| 2012  | 2e tour (1/16) A. Dulgheru    | Liezel Huber Lisa Raymond   | 1er tour (1/32) Alizé Cornet  | Tímea Babos Hsieh Su-Wei     | 1er tour (1/32) J. Janković   | S. Foretz K. Mladenovic     | -                            | -                           |
| 2013  | -                             | -                           | 1er tour (1/32) Alizé Cornet  | B. Mattek Sania Mirza        | -                             | -                           | -                            | -                           |
| 2014  | -                             | -                           | 1er tour (1/32) Mona Barthel  | I.-C. Begu Karin Knapp       | -                             | -                           | -                            | -                           |
| 2015  | -                             | -                           | 1er tour (1/32) M. Johansson  | E. Makarova Elena Vesnina    | -                             | -                           | -                            | -                           |
| 2016  | -                             | -                           | 1er tour (1/32) Fiona Ferro   | Andreja Klepač K. Srebotnik  | -                             | -                           | -                            | -                           |
| 2017  | -                             | -                           | 1er tour (1/32) M. Partaud    | Ashleigh Barty C. Dellacqua  | -                             | -                           | -                            | -                           |
| 2018  | -                             | -                           | 1er tour (1/32) Jade Suvrijn  | Latisha Chan B. Mattek-Sands |                               |                             |                              |                             |

Sous le résultat, la partenaire ; à droite, l’ultime équipe adverse.

### En double mixte
| Année | Open d'Australie            | Open d'Australie           | Internationaux de France       | Internationaux de France    | Wimbledon                     | Wimbledon                   | US Open                     | US Open                  |
| ----- | --------------------------- | -------------------------- | ------------------------------ | --------------------------- | ----------------------------- | --------------------------- | --------------------------- | ------------------------ |
| 2003  | -                           | -                          | 1er tour (1/16) Antony Dupuis  | Lisa Raymond Mike Bryan     | -                             | -                           | -                           | -                        |
| 2006  | -                           | -                          | 1er tour (1/16) Antony Dupuis  | C. Castaño Fyrstenberg      | -                             | -                           | -                           | -                        |
| 2008  | 2e tour (1/8) Rogier Wassen | Chan Yung-Jan Eric Butorac | 1/4 de finale Rogier Wassen    | Zheng Jie M. Bhupathi       | 1er tour (1/32) Rogier Wassen | Katie O'Brien Jamie Delgado | 2e tour (1/8) Rogier Wassen | K. Srebotnik N. Zimonjić |
| 2009  | -                           | -                          | 1er tour (1/16) Jeff Coetzee   | Cara Black Leander Paes     | -                             | -                           | -                           | -                        |
| 2010  | -                           | -                          | 1er tour (1/16) Dick Norman    | N. Llagostera Oliver Marach | -                             | -                           | -                           | -                        |
| 2011  | -                           | -                          | 2e tour (1/8) Dick Norman      | K. Srebotnik N. Zimonjić    | -                             | -                           | -                           | -                        |
| 2012  | -                           | -                          | 2e tour (1/8) N. Devilder      | Sania Mirza M. Bhupathi     | -                             | -                           | -                           | -                        |
| 2016  | -                           | -                          | 1er tour (1/16) Vincent Millot | C. Vandeweghe Bob Bryan     | -                             | -                           | -                           | -                        |
| 2017  | -                           | -                          | 1er tour (1/16) Vincent Millot | C. Dellacqua Rajeev Ram     |                               |                             |                             |                          |

Sous le résultat, le partenaire ; à droite, l’ultime équipe adverse.

## Parcours en «Premier Mandatory» et «Premier 5»
Les tournois WTA « Premier Mandatory » et « Premier 5 » (entre 2009 et 2020) et WTA 1000 (à partir de 2021) constituent les catégories d'épreuves les plus prestigieuses, après les quatre levées du Grand Chelem. 

De 2009 à 2023, les tournois Premier Mandatory (dits tournois WTA 1000 obligatoires entre 2021 et 2023) regroupent Indian Wells, Miami, Madrid et Pékin, les autres constituant les tournois Premier 5 (tournois WTA 1000 non-obligatoires). À partir de 2024, le nombre de tournois WTA 1000 passe à 10 par saison (fin de l’alternance Doha / Dubaï), ces derniers devenant tous obligatoires et offrant tous 1000 points à la vainqueure (contre 900 points précédemment pour les tournois Premier 5).

### En simple dames
| Année |       |              |                          |                             |                            |                           |                          |                             |                                 |                            |  |                             |
|       | Doha  | Indian Wells | Miami                    | Madrid                      | Rome                       | Canada                    | Cincinnati               | Pékin                       |                                 | Tokyo                      |  |                             |
|       | Dubaï | Indian Wells | Miami                    | Madrid                      | Rome                       | Canada                    | Cincinnati               | Pékin                       |                                 | Wuhan                      |  |                             |
|       |       | Indian Wells | Miami                    | Madrid                      | Rome                       | Canada                    | Cincinnati               | Pékin                       |                                 |                            |  |                             |
| 2009  |       |              | Finale V. Williams       | 2e tour (1/32) K. Kanepi    | 1er tour (1/64) J. Görges  | 2e tour (1/16) E. Vesnina | 2e tour (1/16) D. Safina | 3e tour (1/8) S. Stosur     | 1er tour (1/32) A.-L. Grönefeld |                            |  | 1er tour (1/32) I. Benešová |
| 2010  |       |              | 2e tour (1/16) S. Peer   | 2e tour (1/32) M. Kirilenko | 3e tour (1/16) S. Stosur   |                           |                          | 1er tour (1/32) P. Schnyder |                                 |                            |  |                             |
| 2011  |       |              |                          |                             | 3e tour (1/16) A. Ivanović |                           |                          |                             |                                 | 3e tour (1/8) M. Niculescu |  |                             |
| 2012  |       |              | 2e tour (1/16) K. Pervak |                             |                            |                           |                          |                             |                                 |                            |  |                             |
|       |       |              |                          |                             |                            |                           |                          |                             |                                 |                            |  |                             |
| 2014  |       |              |                          |                             | 2e tour (1/32) K. Flipkens |                           |                          |                             |                                 |                            |  |                             |

Sous le résultat, l’ultime adversaire.
1. 1 2   Les tournois de Doha et Dubaï alternent le statut de tournoi WTA 1000 (ex Premier 5) entre 2009 et 2023 : les trois premières éditions ont lieu à Dubaï, les trois suivantes à Doha, puis Dubaï accueille le tournoi de cette catégorie les années impaires et Dubaï les années paires. De 2011 à 2023, la ville qui n’accueille pas de WTA 1000 organise à la place un tournoi WTA 500 (ex Premier).
2. 1 2 3 4 5 6 7   L’ordre de déroulement des tournois a évolué depuis 2009 : Rome se dispute avant Madrid et Cincinnati avant Montréal/Toronto jusqu’en 2010, tandis que Tokyo/Wuhan/Guadalajara ont lieu avant Pékin jusqu’en 2023.

### En double dames
| 2009 |   |   |   |   |   |                                                                            |   |                                      |   |   |   |   |   |   |   |   |   |   |  |  |
| —    | — | — | — | — | — | —                                                                          | — | 2e tour (1/8) Cibulková \|\| Forfait |   |   | — | — | — | — | — | — | — | — |  |  |
| 2012 |   |   |   |   |   |                                                                            |   |                                      |   |   |   |   |   |   |   |   |   |   |  |  |
| —    | — | — | — | — | — | 1er tour (1/16) Castaño \|\| style="text-align:left;" \| Kops-Jones Spears |   |                                      | — | — | — | — | — | — | — | — | — | — |  |  |

N.B. : le nom de la partenaire se trouve sous le résultat ; les noms des ultimes adversaires se trouvent à droite.

## Parcours aux Jeux olympiques

### En simple dames
| # | Date       | Nom de l'olympiade         | Surface    | Résultat       | Ultime adversaire | Score    |          |
| - | ---------- | -------------------------- | ---------- | -------------- | ----------------- | -------- | -------- |
| 1 | 11/08/2008 | Olympic Tennis Event Pékin | Dur (ext.) | 2e tour (1/16) | Kaia Kanepi       | 6-4, 7-5 | Parcours |

### En double dames
| # | Date       | Nom de l'olympiade         | Surface    | Résultat        | Partenaire   | Ultimes adversaires            | Score           |          |
| - | ---------- | -------------------------- | ---------- | --------------- | ------------ | ------------------------------ | --------------- | -------- |
| 1 | 11/08/2008 | Olympic Tennis Event Pékin | Dur (ext.) | 1er tour (1/16) | Alizé Cornet | Chan Yung-Jan Chuang Chia-Jung | 7-62, 6-73, 7-5 | Parcours |

## Parcours en Fed Cup
| #                                                                 | Date       | Lieu                | Surface      | Gagnante(s)                          | Perdante(s)                              | Score          |          |
|                                                                   |            |                     |              |                                      |                                          |                |          |
| 2001 - 1/4 de finale (groupe mondial) - France - Italie - 4 : 1   |            |                     |              |                                      |                                          |                |          |
| 1                                                                 | 21/07/2001 | Vittel              | Dur (ext.)   | Giulia Casoni Roberta Vinci          | Nathalie Dechy Virginie Razzano          | 4-6, 6-2, 6-4  | Parcours |
|                                                                   |            |                     |              |                                      |                                          |                |          |
| 2001 - Round robin (groupe mondial) - Russie - France - 2 : 1     |            |                     |              |                                      |                                          |                |          |
| 2                                                                 | 09/11/2001 | Madrid              | Terre (int.) | Virginie Razzano Nathalie Tauziat    | Elena Bovina Elena Likhovtseva           | 7-65, 6-1      | Parcours |
|                                                                   |            |                     |              |                                      |                                          |                |          |
| 2001 - Round robin (groupe mondial) - France - Argentine - 2 : 1  |            |                     |              |                                      |                                          |                |          |
| 3                                                                 | 10/11/2001 | Madrid              | Terre (int.) | Virginie Razzano Nathalie Tauziat    | Laura Montalvo María Emilia Salerni      | 6-1, 6-73, 6-3 | Parcours |
|                                                                   |            |                     |              |                                      |                                          |                |          |
| 2003 - 1er tour (groupe mondial) - France - Colombie - 5 : 0      |            |                     |              |                                      |                                          |                |          |
| 4                                                                 | 26/04/2003 | Andrézieux-Bouthéon | Terre (int.) | Émilie Loit Virginie Razzano         | Carolina Escamilla Romy Farah            | 6-1, 6-1       | Parcours |
|                                                                   |            |                     |              |                                      |                                          |                |          |
| 2005 - 1/4 de finale (groupe mondial) - Autriche - France - 1 : 4 |            |                     |              |                                      |                                          |                |          |
| 5                                                                 | 23/04/2005 | Pörtschach          | Terre (ext.) | Virginie Razzano                     | Tamira Paszek                            | 6-3, 6-3       | Parcours |
| 5                                                                 | 23/04/2005 | Pörtschach          | Terre (ext.) | Virginie Razzano                     | Yvonne Meusburger                        | 6-3, 7-62      | Parcours |
| 5                                                                 | 23/04/2005 | Pörtschach          | Terre (ext.) | Nathalie Dechy Virginie Razzano      | Daniela Klemenschits Sandra Klemenschits | 6-4, 7-5       | Parcours |
|                                                                   |            |                     |              |                                      |                                          |                |          |
| 2006 - 1/4 de finale (groupe mondial) - France - Italie - 1 : 4   |            |                     |              |                                      |                                          |                |          |
| 6                                                                 | 22/04/2006 | Nancy               | Terre (int.) | Mara Santangelo Roberta Vinci        | Émilie Loit Virginie Razzano             | 6-1, 6-4       | Parcours |
|                                                                   |            |                     |              |                                      |                                          |                |          |
| 2007 - 1/4 de finale (groupe mondial) - France - Japon - 5 : 0    |            |                     |              |                                      |                                          |                |          |
| 7                                                                 | 21/04/2007 | Limoges             | Terre (int.) | Virginie Razzano                     | Akiko Morigami                           | 7-64, 1-6, 6-2 | Parcours |
|                                                                   |            |                     |              |                                      |                                          |                |          |
| 2008 - 1/4 de finale (groupe mondial) - Chine - France - 3 : 2    |            |                     |              |                                      |                                          |                |          |
| 8                                                                 | 02/02/2008 | Pékin               | Dur (int.)   | Peng Shuai                           | Virginie Razzano                         | 4-6, 6-3, 6-4  | Parcours |
| 8                                                                 | 02/02/2008 | Pékin               | Dur (int.)   | Virginie Razzano                     | Li Na                                    | 4-6, 6-2, 6-4  | Parcours |
| 8                                                                 | 02/02/2008 | Pékin               | Dur (int.)   | Yan Zi Zheng Jie                     | Nathalie Dechy Virginie Razzano          | 7-5, 7-65      | Parcours |
|                                                                   |            |                     |              |                                      |                                          |                |          |
| 2008 - Barrage (groupe mondial I) - Japon - France - 1 : 4        |            |                     |              |                                      |                                          |                |          |
| 9                                                                 | 26/04/2008 | Tokyo               | Dur (int.)   | Virginie Razzano                     | Ai Sugiyama                              | 6-1, 7-5       | Parcours |
| 9                                                                 | 26/04/2008 | Tokyo               | Dur (int.)   | Virginie Razzano                     | Aiko Nakamura                            | 6-4, 6-4       | Parcours |
|                                                                   |            |                     |              |                                      |                                          |                |          |
| 2011 - 1/4 de finale (groupe mondial) - Russie - France - 3 : 2   |            |                     |              |                                      |                                          |                |          |
| 10                                                                | 05/02/2011 | Moscou              | Dur (int.)   | Virginie Razzano                     | Maria Sharapova                          | 6-3, 6-4       | Parcours |
| 10                                                                | 05/02/2011 | Moscou              | Dur (int.)   | Svetlana Kuznetsova                  | Virginie Razzano                         | 6-4, 6-4       | Parcours |
|                                                                   |            |                     |              |                                      |                                          |                |          |
| 2011 - Barrage (groupe mondial I) - Espagne - France - 4 : 1      |            |                     |              |                                      |                                          |                |          |
| 11                                                                | 16/04/2011 | Lérida              | Terre (ext.) | María José Martínez                  | Virginie Razzano                         | 6-2, 6-4       | Parcours |
| 11                                                                | 16/04/2011 | Lérida              | Terre (ext.) | Nuria Llagostera Anabel Medina       | Alizé Cornet Virginie Razzano            | 6-4, 6-1       | Parcours |
|                                                                   |            |                     |              |                                      |                                          |                |          |
| 2012 - 1er tour (groupe mondial II) - Slovaquie - France - 3 : 2  |            |                     |              |                                      |                                          |                |          |
| 12                                                                | 04/02/2012 | Bratislava          | Dur (int.)   | Virginie Razzano                     | Dominika Cibulková                       | 6-4, 6-4       | Parcours |
| 12                                                                | 04/02/2012 | Bratislava          | Dur (int.)   | Virginie Razzano Kristina Mladenovic | Magdaléna Rybáriková Jana Čepelová       | 6-1, 6-2       | Parcours |
|                                                                   |            |                     |              |                                      |                                          |                |          |
| 2012 - Barrage (groupe mondial II) - France - Slovénie - 5 : 0    |            |                     |              |                                      |                                          |                |          |
| 13                                                                | 21/04/2012 | Besançon            | Dur (int.)   | Virginie Razzano                     | Petra Rampre                             | 2-6, 6-4, 6-4  | Parcours |
|                                                                   |            |                     |              |                                      |                                          |                |          |
| 2014 - 1er tour (groupe mondial II) - France - Suisse - 3 : 2     |            |                     |              |                                      |                                          |                |          |
| 14                                                                | 08/02/2014 | Paris               | Dur (int.)   | Virginie Razzano                     | Stefanie Vögele                          | 6-2, 6-1       | Parcours |
| 14                                                                | 08/02/2014 | Paris               | Dur (int.)   | Belinda Bencic                       | Virginie Razzano                         | 6-1, 6-1       | Parcours |
|                                                                   |            |                     |              |                                      |                                          |                |          |
| 2014 - Barrage (groupe mondial I) - États-Unis - France - 2 : 3   |            |                     |              |                                      |                                          |                |          |
| 15                                                                | 19/04/2014 | St Louis            | Dur (int.)   | Sloane Stephens                      | Virginie Razzano                         | 6-2, 6-4       | Parcours |
| 15                                                                | 19/04/2014 | St Louis            | Dur (int.)   | Caroline Garcia Virginie Razzano     | Madison Keys Sloane Stephens             | 6-2, 7-5       | Parcours |

## Classements WTA en fin de saison
| Année          | 1999 | 2000 | 2001 | 2002 | 2003 | 2004 | 2005 | 2006 | 2007 | 2008 | 2009 | 2010 | 2011 | 2012 | 2013 | 2014 | 2015 | 2016 | 2017 | 2018 |
| Rang en simple | 371  | 204  | 73   | 76   | 72   | 60   | 51   | 87   | 28   | 59   | 19   | 116  | 85   | 160  | 96   | 172  | 199  | 167  | 409  | -    |
| Rang en double | 203  | 203  | 92   | 171  | 316  | 224  | 188  | 260  | 894  | 156  | 256  | -    | 198  | 205  | -    | 1073 | 1131 | 1119 | 1133 | 1121 |

Source : (en) Classements de Virginie Razzano sur le site officiel de la Fédération internationale de tennis

## Records et statistiques

### Victoires sur le top 10
Toutes ses victoires sur des joueuses classées dans le top 10 de la WTA lors de la rencontre.
| Légende         |
| Grand Chelem    |
| Jeux olympiques |
| Masters         |
| Premier         |
| Elite Trophy    |
| Intern'l        |
| Fed Cup         |

| #  |        |  | Tournoi       | Année | Surface      |                | Adversaire          | Rang  | Tour      | Score          | Tableau |
| -- | ------ |  | ------------- | ----- | ------------ | -------------- | ------------------- | ----- | --------- | -------------- | ------- |
| 1  | no 118 |  | Wimbledon     | 2004  | Gazon        |                | Svetlana Kuznetsova | no 9  | 1/64      | 7-64, 3-6, 6-4 | Tableau |
| 2  | no 54  |  | Amelia Island | 2005  | Terre battue |                | Alicia Molik        | no 9  | 1/16      | 6-4, 6-4       | Tableau |
| 3  | no 54  |  | Amelia Island | 2005  | Terre battue | Vera Zvonareva | no 10               | 1/4   | 6-4, 6-4  |                | Tableau |
| 4  | no 112 |  | US Open       | 2006  | Gazon        |                | Martina Hingis      | no 9  | 1/32      | 6-2, 6-4       | Tableau |
| 5  | no 45  |  | Toronto       | 2007  | Dur          |                | Anna Chakvetadze    | no 6  | 1/16      | 7-65, 2-0 ab.  | Tableau |
| 6  | no 33  |  | Tokyo         | 2007  | Dur          |                | Venus Williams      | no 8  | Finale    | 4-6, 7-67, 6-4 | Tableau |
| 7  | no 58  |  | Dubaï         | 2009  | Dur          |                | Dinara Safina       | no 2  | 1/16      | 6-4, 6-2       | Tableau |
| 8  | no 58  |  | Dubaï         | 2009  | Dur          | Vera Zvonareva | no 5                | 1/4   | 7-67, 7-5 |                | Tableau |
| 9  | no 42  |  | Charleston    | 2009  | Terre battue |                | Vera Zvonareva      | no 6  | 1/8       | 1-1 ab.        | Tableau |
| 10 | no 25  |  | Eastbourne    | 2009  | Gazon        |                | Elena Dementieva    | no 4  | 1/8       | 6-0, 3-6, 7-64 | Tableau |
| 11 | no 18  |  | Toronto       | 2009  | Dur          |                | Flavia Pennetta     | no 10 | 1/16      | 6-3, 6-1       | Tableau |
| 12 | no 111 |  | Roland Garros | 2012  | Terre battue |                | Serena Williams     | no 5  | 1/64      | 4-6, 7-65, 6-3 | Tableau |
| 13 | no 131 |  | San Diego     | 2013  | Dur          |                | Petra Kvitová       | no 7  | 1/4       | 6-7, 7-5, 7-68 | Tableau |